# Nordstrand (Oslo)
Nordstrand ist ein südlicher Stadtteil der norwegischen Hauptstadt Oslo. Er hat 52.459 Einwohner (2020) und eine Fläche von 16,8 km². Der Stadtteil umfasst neben Nordstrand, Ekeberg, Bekkelaget seit 2004 auch Lambertseter. Zum Stadtteil gehören auch einige Inseln, deren größte Malmøya ist. Der Stadtteil hieß ursprünglich Sæterstranda. Der Stadtteil wurde um 1917 an Oslo angegliedert, nachdem die Ekbergbahn nach Sæter und 1941 weiter nach Ljabru ausgeweitet worden war.